# نشان بزرگ

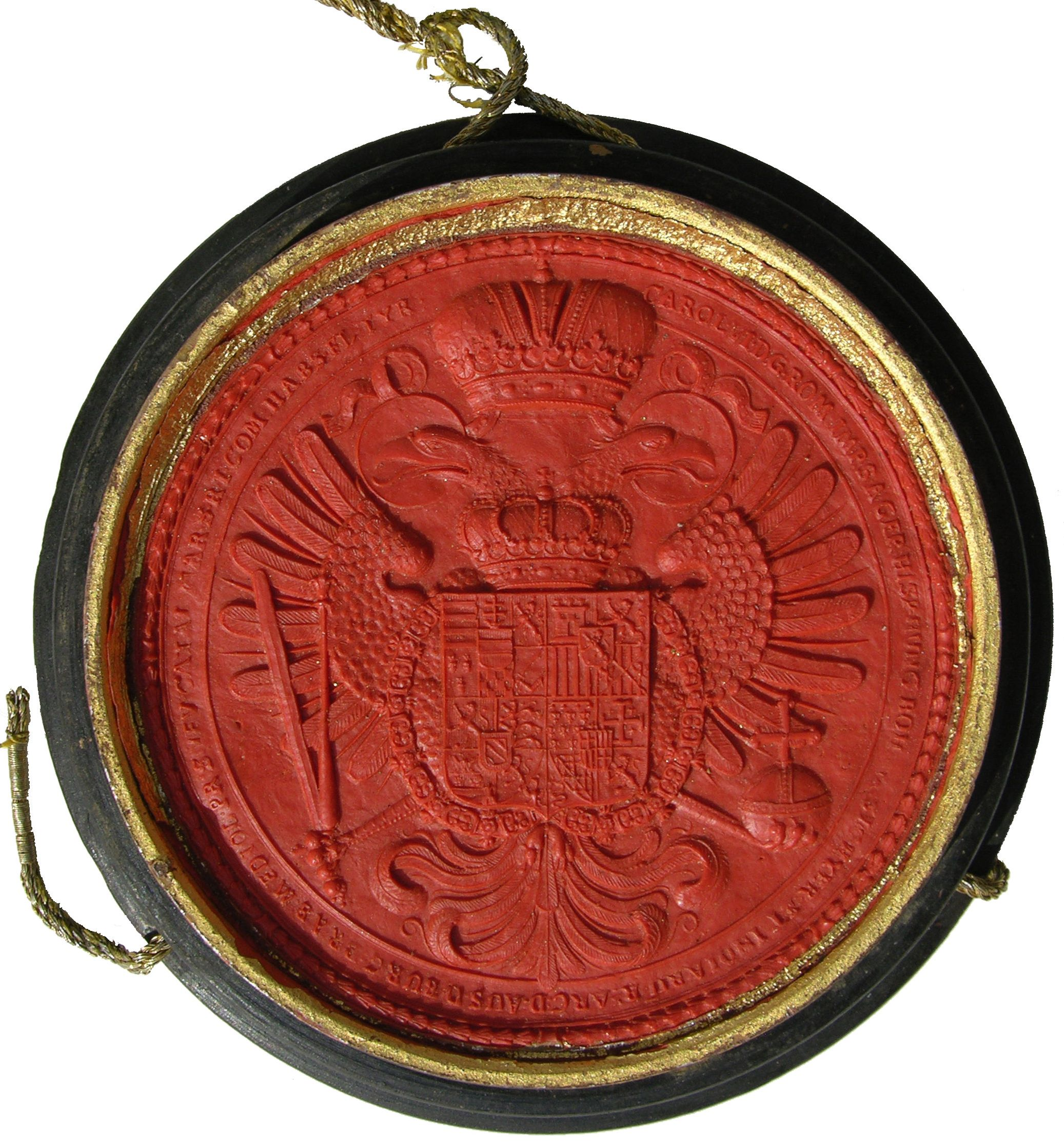
نشان بزرگ چارلز ششم، امپراتور روم مقدس

نشان بزرگ یک نشان است که توسط یک رئیس دولت یا شخصی که از طرف او مجاز به انجام این کار است برای تأیید اسناد رسمی مانند قوانین، معاهدات، انتصابات و نامه‌های اعزام استفاده می‌شود. به عنوان ضمانت صحت مهم‌ترین و معتبرترین سوابق و اسناد استفاده می‌شد و می‌شود.
در قرون وسطی، نشان بزرگ نقش سیاسی بسیار بیشتری ایفا می‌کرد و قدرت واقعی زیادی در ارتباط با کنترل نشان وجود داشت. علاوه بر نشان بزرگ، یک شاهزاده معمولاً یک نشان محرمانه نیز داشت که برای مکاتبات خصوصی تر استفاده می‌شد.
نشان و موم معمولاً به‌طور رسمی به یک صاحب دفتر سپرده می‌شود تا به عنوان محافظ نشان عمل کند. این نگهبان ممکن است یک دفتر جداگانه باشد، اما معمولاً با دفتر صدراعظم نیز ترکیب می‌شد. امروزه معمولاً نشان بزرگ بر عهده وزیر و به ویژه وزیر دادگستری گذاشته می‌شود.

## طرح
مُهرهای بزرگ جمهوری‌ها معمولاً نشان کشور (مثلاً نشان بزرگ ایالات متحده) یا یک تصویر تمثیلی (مثلاً فرانسه) را نشان می‌دهند. به همین دلیل، طرح مورد استفاده معمولاً بدون تغییر باقی می‌ماند. با این حال، بسته به تعداد دفعات استفاده از نشان و موم، ممکن است به دلیل فرسودگی تعویض شوند. در مقابل، در سلطنت‌ها، نشان بزرگ اغلب مدتی پس از به قدرت رسیدن پادشاه جدید تغییر می‌کند، زیرا این نشان اغلب پادشاه حاکم را به شکل کامل نشان می‌دهد.

## بر اساس کشور
کشورهای فعلی
- نشان ملی آلمان (آلمان)
- نشان بزرگ کانادا
  - نشان بزرگ انتاریو
- نشان بزرگ فرانسه
- نشان بزرگ دولت (یونان)
- نشان رئیس‌جمهور ایرلند
- نشان نیوزلند
- نشان بزرگ قلمرو (بریتانیا)
  - نشان بزرگ ایرلند شمالی
  - نشان بزرگ اسکاتلند
  - نشان ولز
- نشان بزرگ ایالت (پرو)
- نشان بزرگ فیلیپین
- نشان بزرگ ایالات متحده
- نشان ملی جمهوری کره
- نشانهای ملی جمهوری چین
- نشانهای ملی ژاپن
- همهٔ صفحاتی که با «Great Seal of» شروع می‌شوند.

نشانهای تاریخی
- نشان بزرگ مشترک المنافع (۱۶۵۵)
- نشان ایالات کنفدراسیون
- نشان عمومی هنگ کنگ، نشان رسمی قبل از انتقال حاکمیت هنگ کنگ
- نشان بزرگ دولت آزاد ایرلندی
- نشان بزرگ هلند
- از نشان سلیمان اغلب به عنوان نشان بزرگ یاد می‌شود